# Öronstrit
Öronstrit (Ledra aurita) är en art i insektsordningen halvvingar som tillhör underordningen stritar och familjen dvärgstritar. 

## Kännetecken
Öronstriten har en längd på 12-16 millimeter och är grågrönaktig med bruna fläckar. Honan är något större än hanen. Den känns igen på de öronliknande flikarna på halsskölden.  Det är en av de största stritarna som förekommer i Sverige, efter bergscikadan. Nymferna har inga vingar och har ett karaktäristiskt tillplattad utseende.

## Utbredning
Öronstriten är enda arten av sitt släkte som förekommer i Europa. I Sverige är öronstriten sällsynt. Den har bara påträffats i de södra delarna av landet, från Skåne upp till Västergötland och Östergötland. Det finns även något fynd från Uppland. Därtill förekommer den på Öland.

## Levnadssätt
Öronstritens habitat är skogar med lövträd som ek och hassel.